# 新克尔恩 (新克尔恩区)
新克爾恩（德語：Neukölln，德語：[nɔʏˈkœln] ⓘ）是德國柏林新克尔恩区的下属区之一。2009年，新克爾恩有人口154,127人。新克爾恩有柏林最高的移民人口比例，特別是土耳其人和俄羅斯人。近年北新克爾恩正經歷轉型，並在藝術家和學生中間成為一個受歡迎的居住區。